# Dolna Banya (huyện)
Dolna Banya là một huyện thuộc tỉnh Sofia, Bungaria. Dân số thời điểm năm 2001 là 4787 người.